# Glacier (catch)
Pour les articles homonymes, voir Lloyd et Glacier (homonymie).
Raymond M. Lloyd (né le 13 mai 1964 à Brunswick) est un catcheur (lutteur professionnel) américain connu sous le nom de ring de Glacier.
Il commence sa carrière à la fin des années 1980 et se fait connaitre à la World Championship Wrestling sous le nom de Glacier. Ce personnage s'inspire de celui de Sub-Zero dans les jeux Mortal Kombat. 

## Jeunesse
Lloyd est fan de catch et va régulièrement voir des spectacles à Jacksonville avec son père et son frère. Il est aussi fan des films d'arts martiaux de Bruce Lee et commence à pratiquer les arts martiaux dès 12 ans. Il fait partie de l'équipe de football américain de son lycée puis de l'université d’État de Valdosta (en),. Il y obtient un master en éducation.

## Carrière de catcheur

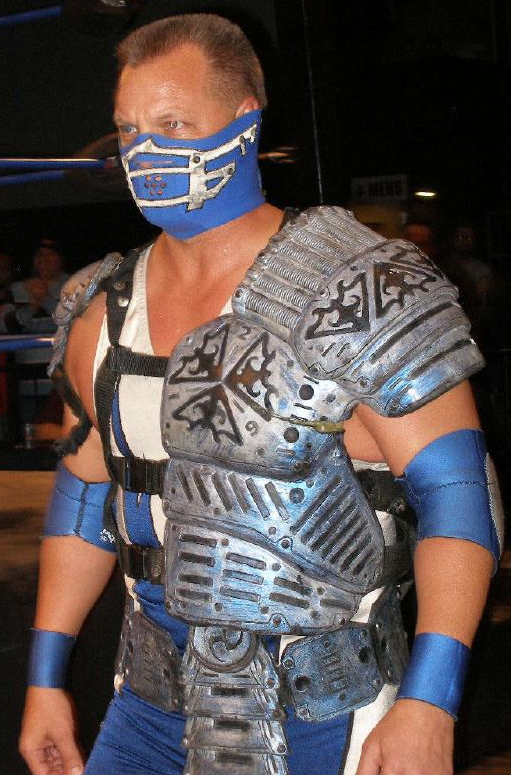
Glacier en mars 2008.

### Débuts (1987-1996)
Llyod rencontre le catcheur Ted Avery en se rendant à l'enregistrement d'une émission de catch. Avery accepte de l'entraîner et Lloyd passe cinq mois à apprendre les bases du catch. Il commence à lutter sous son véritable nom en 1987 principalement à la Peach State Wrestling en Géorgie et continue à apprendre le catch auprès de Mr. Wrestling II.
Il lutte à la World Championship Wrestling en 1989 puis au Japon à la Union of Wrestling Forces International (en).

### World Championship Wrestling (1996-1999)
Lloyd retourne à la World Championship Wrestling (WCW) en 1996 pour y incarner Glacier, un combattant d'arts martiaux au gimmick s'inspirant du personnage de  Sub-Zero dans les jeux Mortal Kombat. Il doit débuter le 7 juillet 1996 à Bash at the Beach mais la WCW décide de reporter l'arrivée de ce nouveau personnage. Cela s'explique par le heel turn d'Hulk Hogan qui aurait éclipsé les débuts de Glacier.

## Palmarès
- National Wrestling Alliance (NWA)
  - 1 fois champion du monde par équipes de la NWA avec Jason Sugarman[6]
- Turnbuckle Championship Wrestling (TCW)
  - 2 fois champion poids lourd de la TCW[7]
  - 1 fois champion par équipes de la TCW avec Jorge Estrada puis avec Ron Studd[8]
- United States Wrestling Alliance (USWA)
  - 1 fois champion par équipes de la USWA avec Jesse Neal[9]